# Apoptossomo
Apoptossomo é um complexo proteico formado pela associação do citocromo c à proteína Apaf-1 e à procaspase-9 durante a via intrínseca de sinalização da apoptose. O apoptossomo resulta na ativação da caspase-9, que então ativará a caspase-3, iniciando a via de execução da apoptose.